# 咖啡因依賴
咖啡因是一種常見的中樞神經興奮劑。在咖啡、茶、馬黛茶、可可等植物中都存在天然的咖啡因。它也是許多消費品中的添加劑，如常見的能量飲料和可樂等飲品。
咖啡因的作用機制與可卡因和安非他命衍生物的作用機制有些不同；咖啡因可阻斷腺苷受体A1和A2A。腺苷是一种細胞活動的副产物，腺苷受體與腺苷的結合會產生疲倦感和睡意。而咖啡因阻斷了這些受體與腺苷結合的能力，这使得身體内的天然興奮劑，如多巴胺和去甲腎上腺素在体内持续维持較高水平。
《精神疾病診斷與統計手冊（DSM-5）》描述了四種與咖啡因相關的疾病，包括中毒、戒斷、焦慮和睡眠障碍。

咖啡因的分子結構

## 依賴
对于人类，長期使用咖啡因會導致輕微的生理依賴，即咖啡因成癮。

### 成癮與依賴
咖啡因的使用被歸類為依賴，而不是成癮。咖啡因依赖的形成是由于咖啡因拮抗了腺苷受體A2A，有效地阻止了腺苷受體部位的腺苷，這不僅能推遲睡意，還會促使多巴胺釋放。雖然咖啡因與成癮藥物一樣會增強大腦中的多巴胺信號（參見 Eugeroic），但不足以像可卡因、嗎啡和尼古丁等成癮物質一樣激發大腦的獎賞迴路。若要對藥物上癮，必須激發大腦的獎賞迴路。
研究表明，每天至少摄入100毫克咖啡因（約是一杯咖啡的量）就可能產生生理依赖，一旦停服咖啡因就会引發戒斷症状，包括頭痛、肌肉疼痛和僵硬、乏力嗜眠、噁心、嘔吐、情绪低落和明顯的易怒。約翰·霍普金斯大学神經學教授羅蘭·格里菲斯（Roland R. Griffiths）堅信，咖啡因戒斷應歸为一種心理障礙。他的研究表明，戒斷影響到50%的習慣性咖啡飲用者，在停止咖啡因攝入後的12-24小時内開始，並在20-48小時達到高峰，持續時間長達9天。
持續接觸咖啡因會導致中樞神經系統中產生更多的腺苷受體，使其對腺苷的影響更加敏感。這使得耐受性增加，而咖啡因的刺激作用減少，而且一旦咖啡因攝入量減少，身體對腺苷的作用更加敏感，就會加重咖啡因的戒斷症狀。咖啡因的耐受性發展得非常快。對咖啡因睡眠干擾作用的耐受是在連續7天服用400毫克咖啡因，每天3次的情況下出現的，而在連續18天食用300毫克，每天3次的情況下出現完全耐受。

## 生理效果
当一个人产生咖啡因依赖，戒断时遭受的生理影响因人而异。症状范围从轻微到严重，主要取决于每天消耗的咖啡因数量。目前相关研究仍在进行，以更好地了解一个人依赖不同形式的咖啡因度过一天时发生的影响。

### 成人
许多人每天都摄入咖啡因，并由此形成了依赖性。大多数情况下，摄入咖啡因是安全的，但摄入超过400毫克咖啡因，其中已有病症的人尤甚，就显出生理和心理上的不良影响。当成年人形成咖啡因依赖时，会引起一系列的健康问题，如头痛、失眠、头晕、心脏问题、高血压等。为了避免这种情况发生，成人可能需要限制自己的咖啡每日用量。

### 孕妇
建议孕妇每天摄入的咖啡因不要超过200毫克（取决于人的体格）。如果摄入高浓度咖啡因，可能会由于胎盘血流减少导致新生儿体重过低，这可能导致孩子以后的健康问题增加。还可能导致早产、生育能力下降和其他生殖问题。如果女性依赖过量咖啡因，建议与她们的私人医生交流，以消除对咖啡因的依赖或减少对它的依赖。

### 兒童與青少年
美国儿科学会（AAP）规定，不建议18岁以下的未成年人饮用数种含咖啡因的饮料。如果他们要摄入咖啡因，须遵循一些准则，才不会在一天中饮用太多。如果他们这样做，就会产生咖啡因依赖，戒断时引发的副作用诸如心率、血压上升，睡眠障碍，情绪波动，以及酸性问题。对儿童的神经系统和心血管系统的长期影响目前还不清楚，有关研究仍在进行中。

## 耐受性
對咖啡因的耐受能力通常因人而異。當咖啡因的刺激作用由於經常食用而隨著時間的推移而降低時，就會出現咖啡因耐受性。根據來自美國國家醫學圖書館的H.P. Ammon表示，當身體通過腺苷受體的上調對攝入咖啡因做出反應時，就會發生咖啡因耐受性。